# Домањижа
Домањижа (слч. Domaniža) насељено је мјесто са административним статусом сеоске општине (слч. obec) у округу Повашка Бистрица, у Тренчинском крају, Словачка Република.

## Становништво
| Година:    | 1994. | 2004.   | 2014.   | 2024.   |
| ---------- | ----- | ------- | ------- | ------- |
| Број људи: | 1533  | 1487    | 1513    | 1644    |
| Разлика:   |       | -3,00 % | +1,74 % | +8,65 % |

| Година:    | 2023. | 2024.   |
| ---------- | ----- | ------- |
| Број људи: | 1638  | 1644    |
| Разлика:   |       | +0,36 % |

Према подацима о броју становника из 2024. године насеље је имало 1644 становника.